# Smittina smitti
Smittina smitti är en mossdjursart som först beskrevs av Gustav Heinrich Kirchenpauer 1874.  Smittina smitti ingår i släktet Smittina och familjen Smittinidae. Inga underarter finns listade i Catalogue of Life.